# Lozzi (cognome)
Lozzi è un cognome di lingua italiana.

## Varianti
Il cognome non presenta varianti.

## Origine e diffusione
Il cognome è tipicamente centro-settentrionale.
Potrebbe derivare da un'aferesi del cognome Carlozzi o essere legato al toponimo Lozzo in Veneto; potrebbe inoltre costituire l'aferesi di altri cognomi derivati da prenomi, ad esempio Michelozzi.

## Persone
- Carlo Lozzi (1829-1915) – letterato italiano
- Edmondo Lozzi (1916-1990) – montatore e regista italiano
- Francesco Lozzi (1921-1975) – calciatore italiano